# Pomník císaře Josefa II. (Vídeň)
Pomník císaře Josefa II. ve Vídni je jezdecká socha, umístěná od roku 1808 ve Vídni na náměstí nazývaném Josefsplatz na severovýchodní straně Hofburgu.

## Popis
Vídeňské náměstí Josefsplatz je ze tří stran ohraničeno budovami paláce Hofburg (křídlo Redutového sálu, Dvorní knihovna, Augustinské křídlo). Uprostřed náměstí je jezdecká socha císaře Josefa II., kterou nechal vytvořit jeho synovec František I.

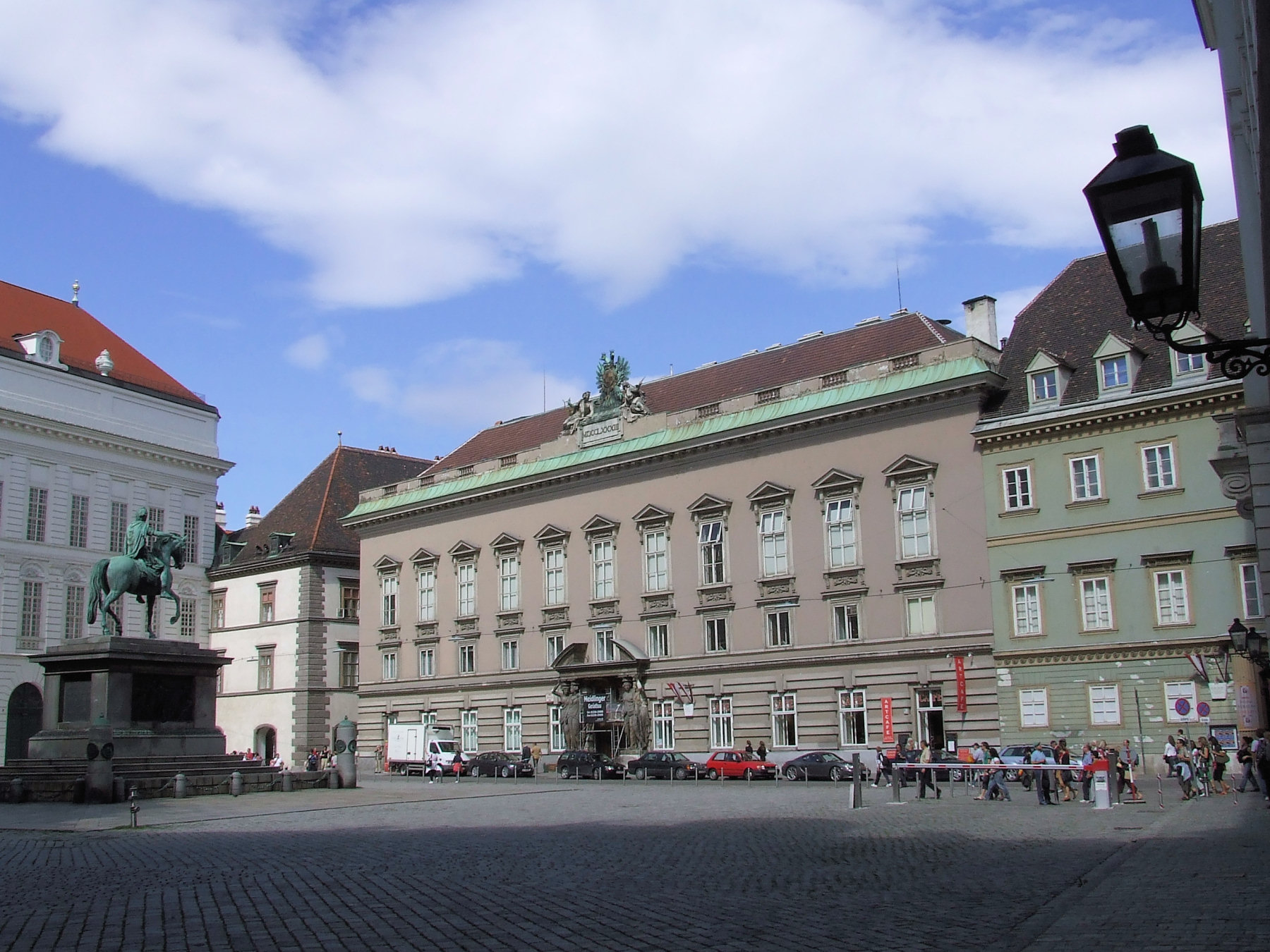
Pohled na náměstí Josefsplatz, v pozadí palác Pallavicini

Vzorem pomníku byla starořímská jezdecká socha Marka Aurelia, jejíž originál byl tehdy v Římě na Kapitolu. Podle ní vytvořil rakouský sochař Franz Anton Zauner (1746–1822) nejprve model, dokončený v roce 1797. Socha samotná byla dokončena v roce 1807; byla v té době považována za největší bronzový odlitek mimo Francii. 
Josef II., stejně jako Marcus Aurelius, je zobrazen na koni jako římský dobyvatel, oblečený v tóze, s vavřínovým věncem na hlavě a s pravou rukou zdviženou na pozdrav. Podstavec je z leštěné žuly, zdobený reliéfy a medailony s výjevy zobrazujícími obchod a zemědělství. Celý památník ohraničují žulové sloupky nesoucí bronzový řetěz.